# 政平书房
政平书房，位于中国甘肃省宁县，为一个省级文物保护单位，类型为古建筑。
政平书房的历史年代为清代。